# Haworthia mucronata
Haworthia mucronata, és una espècie de planta suculenta del gènere Haworthia de la subfamília de les asfodelòidies.

## Descripció
Haworthia mucronata és una petita suculenta que forma rosetes sense tija de fulles de color verd pàl·lid o groc verdós que prenen coloració rosada amb llum intensa. Les rosetes creixen fins a 12 cm de diàmetre, on lentament creixen fillols per formar-ne grups. Les fulles són toves, punxegudes, al principi erectes, ascendents fins a estendre's, incurvades, fins a 8 cm de llarg i fins a 1,3 cm d'ample. Tenen línies longitudinals i marges i quilla translúcids, ambdós sovint revestits de setes pronunciades. Les flors són blanques amb quilles de color gris verdós i apareixen a la primavera, disposades en espiral sobre tija esvelta de fins a 40 cm d'alçada.

## Distribució i hàbitat
Aquesta espècie és originària de Sud-àfrica. És unes de les Haworthies més distribuïdes al Petit Karoo i també coneguda per diverses localitats de la província del Cap Oriental.

## Taxonomia
Haworthia mucronata va ser descrita per Adrian Hardy Haworth i publicada a Supplementum Plantarum Succulentarum: 50, a l'any 1819.
Etimologia
Haworthia : nom en honor del botànic britànic Adrian Hardy Haworth (1767-1833).
mucronata: epítet llatí que significa "punxegut" i fa referència a la forma de la fulla.
Varietats
- Haworthia mucronata var. mucronata (varietat tipus)
- Haworthia mucronata var. habdomadis (Poelln.) M.B.Bayer, Haworthia Revisited: 120 (1999)
- Haworthia mucronata var. inconfluens (Poelln.) M.B.Bayer, Haworthia Revisited: 121 (1999)
- Haworthia mucronata var. morrisiae (Poelln.) Poelln., Repert. Spec. Nov. Regni Veg. 49: 29 (1940)
- Haworthia mucronata var. rooibergensis Esterhuizen & Battista, Haworthiad 13: 5 (1999)
- Haworthia mucronata var. rycroftiana (M.B.Bayer) M.B.Bayer, Haworthia Revisited: 124 (1999).[5]

Sinonímia
- Aloe mucronata (Haw.) Schult. & Schult.f. in J.J.Roemer & J.A.Schultes, Syst. Veg., ed. 15 bis 7: 638 (1829).
- Haworthia altilinea var. mucronata (Haw.) Poelln., Cact. J. (Croydon) 6: 18 (1937), nom. superfl.[6]